# Przemysław Włosek
Przemysław Bogusław Włosek (ur. 18 listopada 1973 w Głuchołazach) – polski samorządowiec i urzędnik, z wykształcenia politolog, w 2010 wicemarszałek województwa zachodniopomorskiego.

## Życiorys
Absolwent politologii na Uniwersytecie Szczecińskim. Pracował jako asystent prezydenta Szczecina Marka Koćmiela, później jako inspektor w miejskim magistracie.
Zaangażował się w działalność polityczną w ramach Unii Wolności, a później Platformy Obywatelskiej (został członkiem władz partii w Szczecinie). W 2006 z jej ramienia bez powodzenia kandydował do sejmiku zachodniopomorskiego. Był następnie od 2007 zatrudniony jako wicedyrektor i dyrektor generalny Urzędu Marszałkowskiego, a od lipca 2009 również jako sekretarz województwa, w związku z czym zrezygnował z członkostwa w partii. 19 października 2010 został powołany na stanowisko wicemarszałka województwa zachodniopomorskiego głosami koalicji PO-PSL-Samoobrona w miejsce odwołanego w lipcu tamtego roku Witolda Jabłońskiego. Zakończył pełnienie funkcji 7 grudnia 2010 wraz z końcem kadencji zarządu. Powrócił do pracy jako sekretarz województwa i dyrektor generalny UM. Został także m.in. członkiem zarządu SPA „Dąbie”, członkiem rady nadzorczej portu lotniczego Szczecin-Goleniów oraz wiceszefem zarządu Stowarzyszenia Szczecińskiego Obszaru Metropolitalnego.
Mieszka w Szczecinie.